# Pieni Joukhaisjärvi
Pieni Joukhaisjärvi är en sjö i Gällivare kommun i Lappland och ingår i Luleälvens huvudavrinningsområde. Sjön har en area på 0,589 kvadratkilometer och ligger 458,9 meter över havet. Pieni Joukhaisjärvi ligger i Sjaunja Natura 2000-område.

## Delavrinningsområde
Pieni Joukhaisjärvi ingår i det delavrinningsområde (746601-167745) som SMHI kallar för Utloppet av Pieni Joukhaisjärvi. Medelhöjden är 460 meter över havet och ytan är 4,18 kvadratkilometer. Det finns inga avrinningsområden uppströms utan avrinningsområdet är högsta punkten. Vattendraget som avvattnar avrinningsområdet har biflödesordning 3, vilket innebär att vattnet flödar genom totalt 3 vattendrag innan det når havet efter 252 kilometer. Avrinningsområdet består mestadels av skog (14 procent) och sankmarker (72 procent). Avrinningsområdet har 0,59 kvadratkilometer vattenytor vilket ger det en sjöprocent på 14,1 procent.